# Journal (Brüssel)
Das Journal erschien 1674 und 1675. Es war die erste bekannte deutschsprachige Zeitung im heutigen Belgien.

## Geschichte
Es sind die Ausgaben vom Dienstag, den 13. Februar 1675 (Nr. 57) und  vom Samstag, den  17. Februar 1675 (Nr. 8, [verschrieben für  Nr. 58?]) erhalten.
Darin wurden zuerst politische Ereignisse aus den Spanischen Niederlanden (jetzt Belgien) berichtet, unter anderem über den Statthalter Marquis de Monterey, danach aus anderen europäischen Ländern, mehrmals aus Frankreich und aus den schwedisch  besetzten   norddeutschen Gebieten, aber auch aus anderen Gegenden. Die angegebenen Berichtsorte  waren dabei teilweise weiter entfernt von den Gebieten, über die berichtet wurde (aus Hamburg über Pommern, aus Berlin über die Uckermark oder aus Warschau über Kiew).
Es  wurden keine  Angaben zum Herausgabeort und zum Verleger gemacht, dieser befand sich aber mit großer Wahrscheinlichkeit in Brüssel,   der Hauptstadt der spanischen Niederlande. 
Das Journal war wahrscheinlich angeregt vom  Journal des sçavans, das in dieser Zeit in Paris   ebenfalls zweimal wöchentlich  erschien, und anderssprachige Nebenausgaben in Den Haag, Amsterdam und Köln hatte, aber eine andere graphische Gestaltung.